# ATC (C09)
Jest to część klasyfikacji anatomiczno-terapeutyczno-chemicznej:
- C – Układ sercowo-naczyniowy
  - C 01 – Leki stosowane w chorobach serca
  - C 02 – Leki stosowane w chorobie nadciśnieniowej
  - C 03 – Leki moczopędne
  - C 04 – Leki rozszerzające naczynia obwodowe
  - C 05 – Leki ochraniające ścianę naczyń
  - C 07 – Leki β-adrenolityczne
  - C 08 – Antagonisty kanału wapniowego
  - C 09 – Leki działające na układ renina-angiotensyna
  - C 10 – Leki zmniejszające stężenie lipidów

Obejmuje ona leki działające na układ renina-angiotensyna:

## C 09 A – Inhibitory konwertazy angiotensyny
- C 09 AA – Inhibitory konwertazy angiotensyny
  - C 09 AA 01 – kaptopryl
  - C 09 AA 02 – enalapryl
  - C 09 AA 03 – lizynopryl
  - C 09 AA 04 – peryndopryl
  - C 09 AA 05 – ramipryl
  - C 09 AA 06 – chinapryl
  - C 09 AA 07 – benazepryl
  - C 09 AA 08 – cilazapryl
  - C 09 AA 09 – fozynopryl
  - C 09 AA 10 – trandolapryl
  - C 09 AA 11 – spirapryl
  - C 09 AA 12 – delapryl
  - C 09 AA 13 – moeksypryl
  - C 09 AA 14 – temokapryl
  - C 09 AA 15 – zofenopryl
  - C 09 AA 16 – imidapryl

## C 09 B – Inhibitory konwertazy angiotensyny w połączeniach
- C 09 BA – Połączenia inhibitorów konwertazy angiotensyny z lekami moczopędnymi
  - C 09 BA 01 – kaptopryl w połączeniu z lekami moczopędnymi
  - C 09 BA 02 – enalapryl w połączeniu z lekami moczopędnymi
  - C 09 BA 03 – lizynopryl w połączeniu z lekami moczopędnymi
  - C 09 BA 04 – peryndopryl w połączeniu z lekami moczopędnymi
  - C 09 BA 05 – ramipryl w połączeniu z lekami moczopędnymi
  - C 09 BA 06 – chinapryl w połączeniu z lekami moczopędnymi
  - C 09 BA 07 – benazepryl w połączeniu z lekami moczopędnymi
  - C 09 BA 08 – cilazapryl w połączeniu z lekami moczopędnymi
  - C 09 BA 09 – fozynopryl w połączeniu z lekami moczopędnymi
  - C 09 BA 12 – delapryl w połączeniu z lekami moczopędnymi
  - C 09 BA 13 – moeksypryl w połączeniu z lekami moczopędnymi
  - C 09 BA 15 – zofenopryl w połączeniu z lekami moczopędnymi
- C 09 BB – Połączenia inhibitorów konwertazy angiotensyny z antagonistami kanałów wapniowych
  - C 09 BB 02 – enalapryl i lerkanidypina
  - C 09 BB 03 – lizynopryl i amlodypina
  - C 09 BB 04 – peryndopryl i amlodypina
  - C 09 BB 05 – ramipryl i felodypina
  - C 09 BB 06 – enalapryl i nitrendypina
  - C 09 BB 07 – ramipryl i amlodypina
  - C 09 BB 10 – trandolapryl i werapamil
  - C 09 BB 12 – delapryl i manidypina
  - C 09 BB 13 – benazepryl i amlodypina

- C 09 BX – Połączenia inhibitorów konwertazy angiotensyny w innych kombinacjach
  - C 09 BX 01 – peryndopryl, amlodypina i indapamid
  - C 09 BX 02 – peryndopryl i bisoprolol
  - C 09 BX 03 – ramipryl, amlodypina i hydrochlorotiazyd
  - C 09 BX 04 – peryndopryl, bisoprolol i amlodypina
  - C 09 BX 05 – ramipryl i bisoprolol
  - C 09 BX 06 – peryndopryl, bisoprolol, amlodypina i indapamid
  - C 09 BX 07 – zofenopryl i nebiwolol

## C 09 C –Antagonisty receptora angiotensyny II
- C 09 CA – Antagonisty receptora angiotensyny II
  - C 09 CA 01 – losartan
  - C 09 CA 02 – eprosartan
  - C 09 CA 03 – walsartan
  - C 09 CA 04 – irbesartan
  - C 09 CA 05 – tazosartan
  - C 09 CA 06 – kandesartan
  - C 09 CA 07 – telmisartan
  - C 09 CA 08 – olmesartan
  - C 09 CA 09 – azylsartan
  - C 09 CA 10 – fimasartan

## C 09 D – Antagonisty receptora angiotensyny II w połączeniach
- C 09 DA – Połączenia antagonistów receptora angiotensyny II z lekami moczopędnymi
  - C 09 DA 01 – losartan w połączeniu z lekami moczopędnymi
  - C 09 DA 02 – eprosartan w połączeniu z lekami moczopędnymi
  - C 09 DA 03 – walsartan w połączeniu z lekami moczopędnymi
  - C 09 DA 04 – irbesartan w połączeniu z lekami moczopędnymi
  - C 09 DA 06 – kandesartan w połączeniu z lekami moczopędnymi
  - C 09 DA 07 – telmisartan w połączeniu z lekami moczopędnymi
  - C 09 DA 08 – olmesartan w połączeniu z lekami moczopędnymi
  - C 09 DA 09 – azylsartan w połączeniu z lekami moczopędnymi
  - C 09 DA 10 – fimasartan w połączeniu z lekami moczopędnymi
- C 09 DB – Połączenia antagonistów receptora angiotensyny II z antagonistami kanałów wapniowych
  - C 09 DB 01 – walsartan i amlodypina
  - C 09 DB 02 – olmesartan i amlodypina
  - C 09 DB 04 – telmisartan i amlodypina
  - C 09 DB 05 – irbesartan i amlodypina
  - C 09 DB 06 – losartan i amlodypina
  - C 09 DB 07 – kandesartan i amlodypina
  - C 09 DB 08 – walsartan i lerkanidypina
  - C 09 DB 09 – fimasartan i amlodypina
- C 09 DX – Pozostałe połączenia antagonistów receptora angiotensyny II
  - C 09 DX 01 – walsartan, amlodypina i hydrochlorotiazyd
  - C 09 DX 02 – walsartan i aliskiren
  - C 09 DX 03 – olmesartan, amlodypina i hydrochlorotiazyd
  - C 09 DX 04 – walsartan i sakubitryl
  - C 09 DX 05 – walsartan i nebiwolol
  - C 09 DX 06 – kandesartan, amlodypina i hydrochlorotiazyd
  - C 09 DX 07 – irbesartan, amlodypina i hydrochlorotiazyd
  - C 09 DX 08 – telmisartan, amlodypina i hydrochlorotiazyd

## C 09 X – Inne leki działające na układ renina–angiotensyna
- C 09 XA – Inhibitory reniny
  - C 09 XA 01 – remikiren
  - C 09 XA 02 – aliskiren
  - C 09 XA 52 – aliskiren i hydrochlorotiazyd
  - C 09 XA 53 – aliskiren i amlodypina
  - C 09 XA 54 – aliskiren, amlodypina i hydrochlorotiazyd